# Drvene crkve poljskih i ukrajinskih Karpata
Drvene crkve poljskih i ukrajinskih Karpata je skupni naziv za 16 pravoslavnih i grčko-katoličkih crkava koje su upisane na UNESCO-ov popis mjesta svjetske baštine u Europi, a od kojih se 8 nalazi u poljskim vojvodstvima: Malopoljskom i Potkarpatskom vojvodstvu, te 8 u ukrajinskim pokrajinama: Lavovskoj i Ivano-Frankivskoj oblasti.
One su izvanredan primjer različitih tradicija arhitekture drvenih konstrukcija uspravnih drvenih greda od 16. do 19. stoljeća, te kulturni izraz četiri etnografske zajednice koje su u ovom razdoblju razvile neke formalne, dekorativne i tehničke odlike kako bi se razlikovale. Ove crkve su uglavnom trobrodne s velikim višestranim ili osmerokutnim kupolama i drvenim zvonicima, dok unutra posjeduju ikonostas i višebojne ukrase, a oko njih se nalaze pripadajuća crkvena dvorišta, portali i groblja. Crkve predstavljaju nekoliko tipova gradnje: bojkiski (2 ukrajinske i jedna poljska) i lemkijski (5 poljskih), galicijski (4 ukrajinske i 2 poljske) i huculski (2 ukrajinske).

## Popis lokaliteta
| Slika                                                      | Ime                                               | izgradnja     | Lokacija                                | Koordinate                                      | Bilješke |
| ---------------------------------------------------------- | ------------------------------------------------- | ------------- | --------------------------------------- | ----------------------------------------------- | --- |
|                                                            | Crkva sv. Petke                                   | prije 1599.   | Radruż (Potkarpatsko vojvodstvo)        | 50°06′13″N 23°02′00″E / 50.1035°N 23.0334°E     | Najstarija i najbolje sačuvana pravoslavna crkva (sada muzej) u Poljskoj ima izvorne višobojne ukrase i ikonostas iz 1648. god. Vjerojatno ju je osnovao ministar i gradonačelnik Jan Płaza Lubaczowski (preminuo 1599.), a u nemirnom 17. stoljeću je zatvorena obrambenim zidom zemljanih bastiona. Ima trodijelni tlocrt u kojemu središnji brod ima uzvišeni strop iznad kojega se uzdiže kvadratična kupola s lanternom prekrivena šindrom. Niži kor ima vanjsku galeriju za žene (babinec) i dvoslivne krovove. |
|                                                            | Crkva Navještenja Blažene Djevice Marije          | 1615.         | Chotyniec (Potkarpatsko vojvodstvo)     | 49°34′13″N 22°35′45″E / 49.5704°N 22.5957°E     | Grkokatolička župna crkva je izgrađena 1615. god. i jedna je od rijetkih grkokatoličkih crkava koje su još aktivne u Poljsko. Ona je trodijelna crkva s tri osmerokutne kupole duž glavnog broda, od kojih je viša na mjestu gdje se glavni brod siječe s transeptom. Iznad babineca je Kapela Navještenja s vanjskom galerijom. Izvorno pravoslavna crkva, preživjela je nekoliko promjena dok konačno 1947. god. nije pretvorena u grkokatoličku. Crkva ima ikonostas iz 1671. god, a od 1735. – 72. god. crkva je dobila nove višebojne slike. God. 1993., crkva je dobila drveni zvonik iz 17. st. koji je premješten iz sela Toki kod mjesta Medyki. |
| Bojkiska crkva sv. Mihovila Arkanđela u Smolniku (Poljska) | Crkva sv. Arkanđela Mihovila                      | 1791.         | Smolnik (Potkarpatsko vojvodstvo)       | 49°27′14″N 21°34′58″E / 49.454°N 21.5829°E      | Prva crkva je izgrađena prije 1672. god., kada je zabilježeno da su je zapalili Tatari. Preživjela je samo ikona Gospe koja je premještena u crkvu u Paru. Nova crkva je podignuta 1791. god. i služila je kao grkokatolička crkva sve do 1951. god. kada je Smolnik postao dio sovjetske Ukrajine. Arhitektonski je tip crkve Bojkovskih Rusina s tri broda iste visine, ali ne i širine, s lukovičastim lanternama na šatorastim kupolama iznad svakog broda i neprekinutim trijemom oko cijele crkve. |
|                                                            | Crkva sv. Arkanđela Mihovila                      | 1801. – 03.   | Turzańsk (Potkarpatsko vojvodstvo)      | 49°12′54″N 22°04′57″E / 49.2150°N 22.0824°E     | Iako je izvorno (od 16. st.) bila grkokatolička, a služila i kao rimokatolička (nakon progona Ukrajinaca od 1947. – 61.), od 1963. god. pripada Poljskoj pravoslavnoj Crkvi. Crkva je lemkijskog tipa s tri kupolasta tornja iznad narteksa, brodom i prezbiterijem, te dva bočna tornja iznad krakova transepta. Kampanil (samostojeći zvonik) je drvena građevina kvadratičnog plana sa složenim krovom poput ostalih tornjeva. |
|                                                            | Crkva sv. Jakova                                  | 1813.         | Powroźnik (Malopoljsko vojvodstvo)      | 49°13′N 20°32′E / 49.21°N 20.54°E               | Bivša pravoslavna (od 1947. katolička crkva) je izgrađena početkom 17. st., ali opsežno obnovljena u novom obliku 1813. god., kada je i premještena na viši položaj zbog opasnosti od poplava. Lemkijska crkva iznad atrija ima visoki drveni toranj s lukovičastom kupolom i lanternom, u kojemu se nalazi izvorno zvono iz 1615. god. Manji, šatorasti toranj se nalazi iznad glavnog broda i prekriven je šindrom. Crkva, poput mnogih pravoslavnih iz tog doba, ima prozore samo na južnoj strani, oslikane unutarnje zidove i ikonostas iz 17. st.                                                                                                   |
|                                                            | Crkva Gospe od Zdravlja                           | 1653.         | Owczary (Malopoljsko vojvodstvo)        | 49°21′17″N 21°06′04″E / 49.3548°N 21.1010°E     | Izgrađena na mjestu starije crkve ima prezbiterij iz 1701., toranj iz 1783. i vestibul iz 1870. god. Izvorno pravoslavna, a danas katolička crkva, predstavlja trobrodnu lemkijsku crkvu s kupolastim tornjevima i ikonostasom iz 18. st. |
|                                                            | Crkva sv. Petke                                   | 1700.         | Kwiatoń (Malopoljsko vojvodstvo)        | 49°18′02″N 21°25′26″E / 49.3005°N 21.424°E      | Najbolje sačuvana lemkijska pravoslavna crkva je danas katolička crkva župe Uście Gorlickie. Izgrađena je 1700., a posjeduje toranj iz 1743. god. i predstavlja najljepši primjer lemkijske gradnje. Unutra se nalazi oslikani drveni ikonostas iz 1904., i kasnobarokni oltar iz 1811. god. s ikonama koje su odvojene lažnim mramornim stupovima i vijencima. |
|                                                            | Crkva sv. Arkanđela Mihovila                      | 1616.         | Brunary (Malopoljsko vojvodstvo)        | 49°19′15″N 21°00′54″E / 49.3209°N 21.0151°E     | Ukrajinska grkokatolička crkva je podignuta 1616. god. u duhu Brestske crkvene unije, a 1813. je obnovljena i uvećana, da bi 1847. god. postala katoličkom crkvom. Tipična je lemkijska trodijelna crkva s baroknim oslikanim interijerom i ikonostasom iz 18. st., te s tri oltara (glavni iz 17. i dva bočna iz 19. st.). |
|                                                            | Crkva Duha Svetoga                                | 1502. – 09.   | Potelič (Lavovska oblast)               | 50°12′31″N 23°33′03″E / 50.208611°N 23.550822°E | Jedna od najstarijih drvenih crkava u Europi je izgrađena na mjestu još starije koju su zapalili Tatari. Trobrodna crkva dimenzija 18,3 × 7 m ima sličnosti s Crkvom sv. Petke u Radružu i Crkvi porođenja Marijina u Gorajcu. Pored crkve se nalazi izvorni kvadratni dvokatni zvonik promjera 4,4 x 4,4 m. Obnovljena je 1736. – 53., te 1831., 1903. i 1923. god., kada su izvorne šindre zamijenjene limenim krovom, ali je obnovom 1970. – 72. god. vraćen izvorni izgled i obnovljene su zidne slike. U crkvi se čuva izvorni ikonostas iz 17. st. i slike koje su oslikane od 1620. – 40.-ih, kao i ikona slavnog slikara Ivana Rutkoviča.         |
|                                                            | Crkva Najsvetije Bogorodice (Crkva sv. Dimitrija) | 1838.         | Matkiv (Lavovska oblast)                | 48°54′56″N 23°06′32″E / 48.915470°N 23.108934°E | Ova bojkijska trobrodna crkva se nalazi na malom brdu u središtu sela i ima karakteristična tri kupolasta i šatorasta tornja, koja su ovdje iznimno strmi. Na jugozapadnoj strani se nalazi trokatni kampanil kvadratičnog tlocrta s balkonom na drugom katu, izgrađen 1924. god. |
|                                                            | Crkva Svetog Trojstva                             | 1720.         | Žovka (Lavovska oblast)                 | 50°03′19″N 23°58′56″E / 50.055269°N 23.982199°E | Ukrajinska grkokatolička crkva Svetog Trojstva je izgrađena u predgrađu grada Žovke 1720. god., na mjestu starije koja je izgorjela 1717. god. Sastoji se od tri drvena broda i sakristije od opeke. Bijeli kameni okviri prozora i portal su preneseni s rastavljenog obližnjeg dvorca. Na njezinom petokatnom ikonostasu se nalazi oko 50 ikona koje je naslikao ikonopisac Ivan Rutkovič početkom 18. st. Crkva i njezin ikonostas su obnovljeni od 1978. – 79. god. |
|                                                            | Crkva sv. Jurja                                   | oko 1500.     | Drogobič (Lavovska oblast)              | 49°12′19″N 23°17′45″E / 49.2052°N 23.2958°E     | Jedna od najstarijih i najbolje sačuvanih galicijskih crkava izgrađena je oko 1500. god. u Drogobiču. Sastoji se od tri dijela: središnjeg kvadratičnog tlocrta koji čini središnji brod, te dva koji čine dvostruku apsidu i narteks. Crkva je obnovljena od 1678. – 1711., unutrašnjost je oslikana freskama, osmerokutni kupolasti tornjevi povišeni i izgrađen je novi samostojeći zvonik. |
|                                                            | Crkva Duha Svetoga                                | 1598.         | Rogatin (Ivano-Frankivska oblast)       | 49°14′N 24°22′E / 49.24°N 24.36°E               | Jedna od najstarijih i najbolje sačuvanih galicijskih crkava izgrađena je u prvoj polovici 17. st., iako se u spisima spominje već 1598. god. Sastoji se od središnjeg broda iznad kojeg je najviši kvadratični toranj s otvorenom galerijom i lanternom, te manjeg iznad kvadratičnog narteksa i apsidom prekrivenom dvoslivnim krovom od šindre. Unutra se nalazi izvorni ikonostas iz 1650. god. |
|                                                            | Crkva Porođenja Presvete Bogorodice               | 1756. – 1808. | Nižnji Verbiž (Ivano-Frankivska oblast) | 48°17′36″N 25°00′14″E / 48.2932°N 25.0040°E     | Po svemu netipična huculska crkva izgrađena je u drugoj polovici 18. st. i prema predaji podigao ju je huculski odmetnik Grigor Meljnik, čiji se grob iz 1822. god. nalazi u crkvenom groblju. Njezin petokupolni oblik se više temelji na arhitekturi istočne Ukrajine i danas pripada Ukrajinskoj pravoslavnoj crkvi. |
|                                                            | Crkva Uznesenja Gospodinova (Strukivska)          | 1824.         | Jasina (Zakarpatska oblast)             | 48°09′12″N 24°12′42″E / 48.1532°N 24.2118°E     | Ova najkompleksnija huculska crkva je postala simbolom karpatske Rutenije kada je ova bila dijelom čehoslovačke (1919. – 38.). Izgrađena po osnutku sela 1824. god., obnovljena je 1894., dok je u njoj ikonostas iz vremena osnutka. Njezina najveća odlika je samostalni kvadratni i trokatni zvonik čija šatorasta osmerokutna kupola završava s lanternom i križem na 11 m visine. Od 1995. god. pripada ukrajinskoj grkokatoličkoj crkvi. |
|                                                            | Crkva sv. Mihovila Arkanđela                      | 1745.         | Užok (Zakarpatska oblast)               | 48°35′26″N 22°30′55″E / 48.5905°N 22.5153°E     | Jedna od najzanimljivijih bojkiskih crkava izgrađena je u drugoj polovici 18. st. na vrhu brda kao scenografija prirodnog amfiteatra, čiji oblik ponavlja svojom arhitekturom. Naime, njezina velika šatorasta kupola iznad glavnog kvadratičnog broda podsjeća na obližnji vrh brda, dok je toranj iznad babineca vitkiji i elegantniji, odražava prostor za žene u njemu. Tamna crkva, i njezin ikonostas iz 18. st., su obnovljeni 1895. god., a pored nje se nalazi bijeli drveni zvonik iz 1927. god. |

## Poveznice
- Drvene crkve u južnoj Malopoljskoj
- Slovačke drvene crkve
- Drvene crkve mađarskih Karpata

## Vanjske poveznice
- Put drvene arhitekture (engl.)
- Povijest pokrajinskih crkava
- Drvene ukrajinske crkve (ukr.)